# Фараонов бухал
Фараоновият бухал (Bubo ascalaphus) е вид птица от семейство Совови (Strigidae). Видът е незастрашен от изчезване.
Много близкородствен с обикновения, по-дребен южен пустинен вариант. При фараоновият бухал има някои разделителни морфологични белези, така че сега се приемат за отделни видове.

## Описание
С дължина 38–50 сантиметра, размах на крилата 100-120 см. Значително по-дребен от обикновения (едва около 75% от ръста му). Това е привлекателна граблива птица, с поразителни, големи оранжево-жълти очи и петнисто оперение. Главата и горната част са жълтеникаво-кафяви и плътно маркирани с черни и кремаво-бели ивици и петна, докато долната част е бледо кремаво-бяла, с черни ивици по горната част на гърдите и фини червеникаво-кафяви черти по долната част на гърдите и корема. Лицето има дисковата форма, характерна за повечето бухали, дефинирана от тъмен ръб. Има два признати подвида на фараоновия орел-бухал (B. a. Ascalaphus) и пустинен орел-бухал (B. a. Desertorum), като последният е по-малък и по-блед с по-пясъчно оцветяване.

## Разпространение и местообитание
Разпространен е в Алжир, Чад, Египет, Еритрея, Ирак, Израел, Йордания, Кувейт, Либия, Мали, Мавритания, Мароко, Нигер, Оман, Катар, Саудитска Арабия, Судан, Тунис, Обединените арабски емирства и Западна Сахара.
Обитава пустини или вади , гнезди на площадки по скали и отворена суха страна със скалисти издатини, равнини. 

## Поведение
Фараоновият бухал е нощен и се появява в здрач, за да ловува на площ от около 5 km² (2 квадратни мили). Той се храни с всякакви малки същества, които може да намери, включително бозайници, птици, змии, гущери, бръмбари и скорпиони. Качва се на възвишение и наблюдава и слуша, за да открие движеща се плячка, преди да се нахвърли върху жертвата си.
Този бухал е моногамен и образува една връзка за целия живот. Размножаването се извършва в края на зимата. Две яйца се снасят и се инкубират от женската за около 31 дни. Пилетата се хранят от двамата родители и напускат гнездото на около 20 до 35 дни, но остават зависими от родителите си още няколко месеца.

## Състояние
Фараоновият бухал има много голям ареал. Той не е изправен пред особени заплахи и в резултат на това IUCN Red List of Threatened Specias го изброява като „от най-малка загриженост“. 